# Municipio Zamora (Falcón)
Zamora es uno de los 25 municipios que forman parte del Estado Falcón, Venezuela. Su capital es la población de Puerto Cumarebo. Tiene una superficie de 619 km² y su población es de 33 822 habitantes (según censo de 2023).

## Historia
El actual territorio del municipio Zamora perteneció desde sus orígenes a los dominios del Cacique Manaure y entre los indígenas habitantes se encontraban los Caquetíos y los Jirajaras, los cuales se localizaban en la parte montañosa, específicamente en Pueblo Cumarebo.
A comienzos del siglo XIX formó parte de la Provincia de Coro, y estaba formado conformado por las parroquias Cumarebo, Píritu y Barabara.
En 1863, una vez finalizada la Guerra Federal, se promulga una nueva Constitución y la Provincia de Coro pasa a llamarse Estado Falcón y el Cantón Cumarebo se convierte en Distrito Zamora, hasta 1989, cuando adquiere la categoría de Municipio Autónomo con la nueva Ley de Régimen Municipal.
Sus primeros pobladores fueron contrabandistas y pescadores provenientes de Aruba, Curazao y Bonaire, quienes organizaban sus rancherías a orillas del mar y más adelante, se va formando una población un tanto cosmopolita, con gestes venidas de destintas partes del mundo.
Eclesiásticamente, Puerto Cumarebo estuvo dependiendo del Curato de Pueblo Cumarebo, hasta que en 1820, según decreto canónico, se crea la Parroquia de Puerto Cumarebo, con sacerdote propio, pues ya poseía Templo. La actividad sacramental se inicia el 1 de julio de 1820.
En el territorio zamorano se libraron importantes batallas para lograr la independencia venezolana; el 11 de junio de 1821, el coronel Escalona derrota al jefe español Inchauspe, triunfo que facilitaría a Simón Bolívar y al General Urdaneta la planificación de la Batalla de Carabobo. Dos años después, en el sitio conocido como Tanque Arriba, se obtiene otra victoria clave para la liberación venezolana, por cuanto derrotados los españoles al mando del Capitán Juan Pedro Urdaneta por los patriotas comandados por el Capitán Juan de los Reyes González, obtiene la victoria que se necesitaba en ese momento, la libertad de acción para preparar la Batalla Naval del Lago de Maracaibo, y reforzar los combatientes con mil doscientos patriotas vencedores en la acción cumarebense. Estas victorias decisivas, tenían que ser rubricadas por otro acontecimiento de gran relieve histórico, el 24 de diciembre de 1826 Simón Bolívar pernoctó en Puerto Cumarebo, dando oportunidad a que los cumarebenses le demostraran su adhesión sin condiciones; Bolívar, ante tanto patriotismo, decidió denominar Batallón Cumarebo a las fuerzas patriotas que lo acompañaban.
El 14 de octubre de 1830 se habilita para el comercio exterior, junto con los puertos Angostura, Pampatar, Carúpano, Cumaná, Barcelona, La Guaira, Puerto Cabello, La Vel y Maracaibo; exclusivamente para la exportación: San Juan de los Cayos, Cumarebo, Adícora, Capatárida, Güiria y Maturín, que solamente pueden importar de Aruba, Curazao y Trinidad.
En 1832, la tierra zamorana tuvo la honra de ofrecerle acogida al General Rafael Urdaneta, después de haber sido Presidente de la Gran Colombia, residenciándose con su familia en la hacienda Turupía, propiedad de Don Rafael Hermoso.
El 17 de mayo de 1845, el Senado y la Cámara de Representantes de la República de Venezuela deciden trasladar la Cabecera del Cantón Cumarebo, desde Pueblo Cumarebo a Puerto Cumarebo, y desde entonces figura como capital del territorio zamorano.

## División político-territorial
El municipio Zamora del estado Falcón se encuentra dividido en 5 parroquias.
| Parroquia       | Capital         |
| --------------- | --------------- |
| Puerto Cumarebo | Puerto Cumarebo |
| La Ciénaga      | La Ciénaga      |
| La Soledad      | La Soledad      |
| Pueblo Cumarebo | Pueblo Cumarebo |
| Zazárida        | Zazárida        |

## Características geográficas

### Localización
El Municipio Zamora está ubicado en la costa Oriental de Falcón, a orillas del mar Caribe, sobre la ladera de una loma que finaliza en un pequeño balcón de unos 3 o 4 metros de altitud. Limita al norte con el Mar Caribe, al sur con el Municipio Petit, por el este con el Municipio Tocópero y por el oeste con el Municipio Colina...

### Relieve
Se halla constituido, por costas anchas, y áreas elevadas, que le dan un aspecto montañoso, cruzada por gran cantidad de riachuelos y quebradas.
Orográficamente pertenece al Sistema Coriano, que es una continuación de la Cordillera de los Andes. Sus costas son profundas y de fácil navegación, en ellas se encuentran las dos ensenadas donde se levantan los puertos de Cumarebo y Tucupido.

### Clima y vegetación
El promedio de precipitaciones es de 875 mm anuales y su temperatura media es de unos 28 °C, aunque en los últimos años, la temperatura ha aumentado y la media pluviométrica ha disminuido.
En el territorio ocupado por el municipio Zamora abundan árboles maderables y abundantes cactos, cujíes y tunas.

### Hidrografía
En el territorio zamorano se encuentra el río Ricoa o Moturo, las quebradas del Estero, la de Bárcenas y la del Rayo. Se localizan además manantiales como: San Miguel, Quiragua, San Francisco, La Ceiba, Cocorote, Taica, Güiní, Turupía, Calicanto y Cumarebito, entre otros. Además se encuentra la fuente termomineral de San Pedro.

## Población
El municipio Zamora cuenta con una población de 30.214 habitantes. Es una población relativamente joven ya que cerca del 41% de los habitantes no pasan los 15 años. La población zamorana representa el 4,0% de la población del Estado Falcón. Su densidad poblacional es de 48,81 hab/km².
La mayor parte de la población se encuentra ubicada en la capital del municipio, Puerto Cumarebo, siendo la parroquia menos poblada la de Zazárida.

### Distribución
La población del municipio Zamora se encuentra distribuida (por parroquias), de la siguiente forma:
| Parroquia       | Población |
| --------------- | --------- |
| Puerto Cumarebo | 23.439    |
| La Ciénaga      | 1.660     |
| La Soledad      | 1.832     |
| Pueblo Cumarebo | 583       |
| Zazárida        | 363       |

## Actividades económicas

### Agricultura y ganadería
Gracias a la riqueza del suelo y al clima zamorano, en su tierra se produce gran cantidad de productos agrícolas entre los que resaltan: maíz, granos, tubérculos, ají, cebolla, remolacha, zanahoria, tomates, musáceas, maní, ajonjolí, millo, algodón y zábila.El territorio es apto para el desarrollo ganadero, para la cría de todo tipo de ganado y aves de corral y el desarrollo de la apicultura.

### Industria
En Pueblo Cumarebo existe una fábrica de Cemento de importancia nacional, esta industria ocupa el primer lugar en generación de ingresos y en la creación de puestos de trabajo, siendo la empresa Invencen la principal fuente activadora del movimiento económico de la región.
Igualmente destacan otras industrias, como Petrocumarebo y algunas relacionadas con productos marinos y lácteos.

### Comercio
El municipio Zamora cuenta con una dinámica actividad comercial, con negocios en diferentes renglones que satisfacen las necesidades de sus habitantes y de los poblados aledaños. Existen instituciones bancarias y cooperativas de servicios múltiples.
En Puerto Cumarebo se cuenta con la presencia de casi todas las Oficinas Públicas Oficiales.

### Turismo
El municipio Zamora posee atractivos escenarios naturales, monumentos arquitectónicos, variadas manifestaciones folclóricas, culturales y religiosas, playas y montañas.
En este municipio se encuentran numerosos manantiales, como el de Güiní, Quiragua, Calicanto, La Toma, Soropo, San Miguel, San Francisco, además cuenta con la fuente Termomineralen en San Pedro.
Asimismo, en Zamora se encuentran la Hacienda Turupía, el Balcón de Jurado, el Boulevard del Muelle, el balneario "El Sol" y las iglesias de Puerto y Pueblo Cumarebo.

## Personajes del municipio Zamora
Entre los personajes destacados del municipio Zamora, se encuentran:
- Médico: Dr. Juan Rafael Ocando
- Dr. Marino Colina
- Manuel Vicente Cuervo (Chento Cuervo): Educador, proclamado a proposición del Maestro Luis Beltrán Prieto Figueroa como "El más grande de los maestros venezolanos".
- Francisco Antonio Medina Fuguett: Bachiller, logró su título en caracas Conocido Como "Bachiller Medina". 1.er Maestro de 6.º grado en la Escuela Básica Padre Román de Puerto Cumarebo por la gobernación del estado falcón, Segundo maestro importante después de Manuel Vicente Cuervo (Proclamado educador del estado falcón) nació en el municipio Democracia "Pedregal" 4 de octubre de 1928 en nuestro estado falcón. También se le conoce como pionero en el "evangelismo" y por su incansable labor en la obra misionera en puerto cumarebo por sus creencias religiosas, fundador de la primera iglesia adventista del 7timo Día en la parroquia.
- Juan González Pérez: Cronista oficial del municipio Zamora
- Dr. Alain Pasión: Médico cardiólogo de trato cercano y muy humano.
- Teófilo Hernández: Cronista local de La Ciénaga de Puerto Cumarebo, municipio Zamora. Fallecido el 2 de febrero de 2013.
- Justo Leonidas Vargas (Paché Vargas): Cantante. Compositor del tema Qué lindo es viajar a Cumarebo, considerada himno popular del municipio.[7]
- Pedro Bonifacio Castro
- Rafael González Sirit
- Concepción Saavedra
- Samuel Ysaac Dumont Naveda: Músico Cantautor Guitarrista. Bandas musicales a la cual ha pertenecido (Agape, Heaven Rays, Kadosh K2H, Dalumuel, actualmente toca y canta en Grace).
- Celis Rovero: Cantante y Autor del libro "Sueños del Bohemio"
- Dr. Gustavo Otero Pulido: Médico de Puerto Cumarebo, fallecido en 1942.
- Dr. Osman Otero Higuera: Hijo del Dr. Gustavo Otero, al igual que su padre, fue un médico, amigo y consejero de los vecinos de Zamora. Fallecido en 1977.
- Michelle Romero Castillo jugadora de la Selección femenina de fútbol de Venezuela, es oriunda de Bariqui
- Dr. Ernesto Rafael Pérez (Faengo), destacado abogado y dirigente político, especialista en materia municipal, se ha desempeñado actualmente como Sindico Procurador, pero también ha ostentado el cargo de Contralor Municipal, Concejal de este Municipio, Profesor Universitario de la UDEFA, ha escrito 4 libros "Recuento de Cuentos", "El Concejo Municipal como Órgano de Gobierno", "Galleros de Cumarebo" y Para devolver el Tiempo, columnista de Quinto Día, La prensa, Nuevo día y La Mañana, moderador de varios programas radiales de opinión en Radio Coro, Radio Falcón y Cumarebo 105.9fm.

## Política y gobierno
La sede de la alcaldía se encuentra en la urbanización Las Delicias de Puerto Cumarebo, el actual alcalde es Orlando Millán Martínez quien a gobernado el municipio en dos oportunidades anteriores y quién resultado electo en las elecciones de 2021 tras poner fin a 16 años de oficialismo

### Alcaldes
| Período     | Alcalde                | Partido político / Alianza | % de votos | Notas |
| ----------- | ---------------------- | -------------------------- | ---------- | --- |
| 1989 - 1992 | Ana Camarillo de Gómez |                            | 57,43      | Primera alcalde bajo elecciones directas |
| 1992 - 1995 | Ana Camarillo de Gómez |                            | 57,17      | Reelecta |
| 1995 - 2000 | Orlando Millán         |                            | -          | Segundo Alcalde bajo elecciones directas(se realizaron elecciones generales adelantadas en el 2000 debido a la aprobación de la Constitución de 1999) |
| 2000 - 2004 | Orlando Millán         |                            | 38,74      | Reelecto |
| 2004 - 2008 | Alejandro Reyes        |                            | 49,45      | Tercer alcalde bajo elecciones directas |
| 2008 - 2013 | Alejandro Reyes        |                            | 49,57      | Reelecto (se postergan 1 año las elecciones municipales pautadas para finales del 2012)                                                               |
| 2013 - 2017 | Rosa Mencia            |                            | 44,46      | Cuarto alcalde bajo elecciones directas |
| 2017 - 2021 | Miguel Perozo          |                            | 54,37      | Quinto alcalde bajo elecciones directas |
| 2021 - 2025 | Orlando Millán         |                            | 54,68      | Sexto alcalde bajo elecciones directas |
| 2025 - 2029 | Orlando Millán         |                            | 57,2%      | Reelecto |

### Concejo municipal

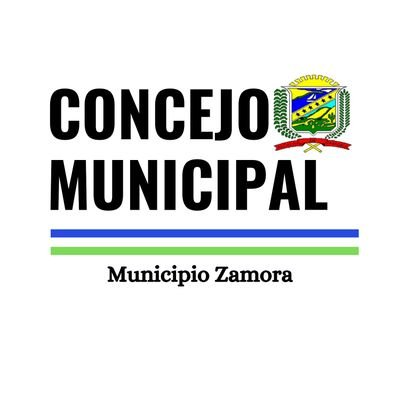
Logo del Concejo Municipal (2021-2025).

Período 1989 - 1992
| Concejales:           | Partido político / Alianza |
| --------------------- | -------------------------- |
| Orlando Millán        | AD                         |
| Emma Ramírez de Bravo | AD                         |
| Isela Arias de Colina | AD                         |
| Ana Piña              | AD                         |
| Pablo Hoyte           | COPEI                      |
| Ernesto Perez Reyes   | COPEI                      |
| Argenis Polanco       | MAS                        |

Período 1992 - 1995
| Concejales:     | Partido político / Alianza |
| --------------- | -------------------------- |
| Noelia Petit    | AD                         |
| Hector Salas    | AD                         |
| Jaime Reyes     | AD                         |
| Esteban Ramones | COPEI                      |
| Antonio Arias   | COPEI                      |
| Luis Hidalgo    | COPEI                      |
| Diana Piña      | MAS                        |

Período 1995 - 2000
| Concejales:           | Partido político / Alianza |
| --------------------- | -------------------------- |
| Lenin Carrasquel      | AD                         |
| Williams Millán       | AD                         |
| Emma Ramírez de Bravo | AD                         |
| Roberto Arias         | AD                         |
| Regulo Goitia         | AD                         |
| Esteban Ramones       | COPEI                      |
| Argenis Romero        | COPEI                      |

Período 2000 - 2005
| Concejales:           | Partido político / Alianza |
| --------------------- | -------------------------- |
| Francys Millán        | AD                         |
| Jose Luis Goitia      | AD                         |
| Isela Arias de Colina | AD                         |
| Hollquer Chirinos     | MVR                        |
| Encarnacion Ramones   | MVR                        |
| Francisco Arias       | MVR                        |
| Marisol Piña          | COPEI                      |

Período 2005 - 2013
| Concejales:         | Partido político / Alianza |
| ------------------- | -------------------------- |
| Miguel Perozo       | MVR                        |
| Rosa Mencia         | MVR                        |
| Franco Sanchez      | MVR                        |
| Custodio Hernández  | MVR                        |
| Juan Carlos Bolivar | MVR                        |
| Frank Hernández     | MVR                        |
| Jose Rosillo        | AD                         |

Período 2013 - 2018:
| Concejales       | Partido político / Alianza |
| ---------------- | -------------------------- |
| Petra Rosillo    | PSUV                       |
| Ismael Colina    | PSUV                       |
| Raymar Puertas   | PSUV                       |
| Alejandro Zavala | PSUV                       |
| Jaime Vargas     | PSUV                       |
| Roger Molina     | PSUV                       |
| Omar Navarro     | MUD                        |

Período 2018 - 2021
| Concejales    | Partido político / Alianza |
| ------------- | -------------------------- |
| Icoa Romero   | PSUV                       |
| Roger Molina  | PSUV                       |
| Elias Caldera | PSUV                       |
| Naidu Romero  | PSUV                       |
| Jesus Ramos   | PSUV                       |
| Julio Colina  | PSUV                       |
| Petra Rosillo | PSUV                       |

Período 2021 - 2025
| Concejales:     | Partido político / Alianza |
| --------------- | -------------------------- |
| Ivis Villalobos | AD                         |
| Arelis Arias    | AD                         |
| Liliana Matheus | AD                         |
| Eduard Alvarez  | AD                         |
| Francisco Añez  | AD                         |
| Mayra Chirino   | PSUV                       |
| Roger Molina    | PSUV                       |